# Nipponites
Nipponites is een uitgestorven geslacht van mollusken dat leefde tijdens het Laat-Krijt.

## Beschrijving
Deze ammoniet had een bizarre, onregelmatig gewonden schelp, die volstrekt willekeurig in de knoop leek te zitten. Deze bleek echter te zijn samengesteld uit ruimtelijke, in een bepaalde volgorde geplaatste U-vormige delen. De sutuurlijnen (lijn waarlangs septum en schelpwand aan elkaar vastzitten) van de schelp waren vrij gecompliceerd, terwijl de sculptuur was samengesteld uit eenvoudige ribben. De diameter van de schelp bedroeg ongeveer 6 cm.

## Leefwijze
Dit geslacht bewoonde de zeeën van het Laat-Krijt. Het bevond zich vrijzwemmend in de middelste of bovenste waterlagen, jagend op kleine prooien, die werden gegrepen met de vangarmen. Vermoedelijk had het een planktonische leefwijze.